# The Tornados
A The Tornados egy angol instrumentális együttes volt az 1960-as években. A brit invázió elnevezésű zenei mozgalom egyik elismert, híres együttese volt. Legismertebb számuk a "Telstar", amely öt hétig vezette az angol slágerlistát.

## Diszkográfia

### Nagylemezek
- 1962 - The Original Telstar: The Sounds of The Tornadoes (London Records, LL 3279)
- 1963 - We Want Billy! (Decca Records, LK 4548)
- 1964 - Away from It All (Decca Records, LK 4552)

### Középlemezek
- 1962 - The Sounds of The Tornados (Decca Records, DFE 8510)
- 1963 - More Sounds from The Tornados (Decca Records, DFE 8521)
- 1963 - Billy Fury & The Tornados (Decca Records, DFE 8525)
- 1963 - Tornado Rock (Decca Records, DFE 8533)

### Kislemezek
- 1962 - Love and Fury/Popeye Twist
- 1962 - Telstar/Jungle Fever
- 1963 - Globetrotter/Locomotion with Me
- 1963 - Robot/Life on Venus
- 1963 - The Ice Cream Man/Scales of Justice (Theme)
- 1963 - Dragonfly/Hymn for Teenagers
- 1964 - Joystick/Hot Pot
- 1964 - Monte Carlo/Blue Blue Beat
- 1964 - Exodus/Blackpool Rock
- 1965 - Granada/Ragunboneman
- 1965 - Early Bird/Stomping Thru the Rye
- 1965 - Stingray/Aqua Marina
- 1966 - Pop-Art Goes Mozart/Too Much in Love to Hear
- 1966 - Is That a Ship I Hear/Do You Come Here Often?
- 1975 - Telstar/Red Rocket